# Dionysios I din Siracuza

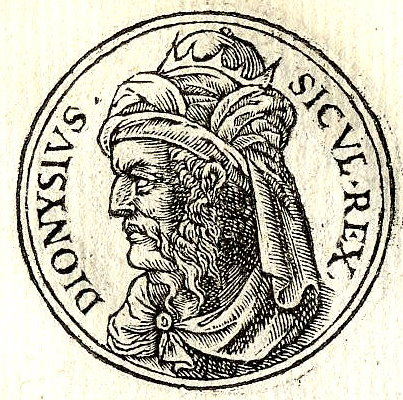
Dionysios I în cartea Promptuarii Iconum Insigniorum a lui Guillaume Rouillé

Dionysios I sau Dionysios cel Bătrân (în greacă Διονύσιος ὁ Πρεσβύτερος; c. 432 - 367 î.Hr.) a fost un tiran grec al Siracuzei, colonie din Sicilia, astăzi în sudul Italiei. El a cucerit mai multe orașe din Sicilia și din sudul Italiei, s-a opus influenței Cartaginei în Sicilia și a transformat Siracuza în cea mai puternică dintre coloniile grecești din Occident. El a fost considerat de antici ca un exemplu al celui mai rău tip de despot — crud, suspicios și răzbunător.

## Primii ani
Dionysios a început să lucreze ca funcționar public în colonia Siracuza. Ca urmare a succesului obținut în războiul împotriva Cartaginei, care a început în 409 î.Hr., a fost ales comandant militar suprem în 406 î.Hr.; în anul următor, el a confiscat întreaga putere și a devenit tiran.

## Mercenari și autocrație
Victoria lui Dionysios cel Bătrân asupra Siracuzei democratice s-a datorat mercenarilor. El a început să se comporte autocratic după ce a primit șase sute de mercenari personali pentru a-l păzi în urma unui atac simulat la adresa propriei sale vieți. A reușit să sporească numărul gardienilor la o mie și și-a consolidat treptat puterea și s-a transformat într-un tiran. El i-a impus pe mercenarii lui în toate domeniile comunității polis-ului. Un astfel de act a șters cu adevărat orice impresie că Siracuza mai era un oraș-stat democratic. Domnia lui a fost „neconstituțională și ilegitimă și nu putea să nu provoace o revoltă în rândul partizanilor guvernului democratic”. Poziția lui Dionysios în plan intern a fost amenințată încă din anul 403 de cei care se opuneau ideii de tiranie. Interesant, Sparta, care a detronat în trecut tirani din Corint până în Atena, nu l-a condamnat pe Dionysios și nici autocrația impusă de el. În fapt, relațiile dintre Siracuza și Sparta au fost cordiale:

Când lacedemonienii [spartanii] și-au stabilit afacerile din Grecia după propriul lor gust, l-au trimis pe Aristus, unul dintre oamenii lor distinși, în Siracuza, susținând aparent că vor răsturna guvernul, dar în fapt cu intenția de a crește puterea tiraniei; pentru că ei au sperat că, ajutând la consolidarea puterii lui Dionysios, vor obține ajutorul său gratuit în folosul binefăcătorilor lui.
Dionysios ar fi avut privilegiul de a i se permite să recruteze mercenari de pe teritoriile aflate sub stăpânirea spartană. Dispariția unui polis democratic important în lumea clasică și în perioada ulterioară domniei lui Dionysios a reprezentat ceea ce va deveni o normă recurentă în Grecia secolului al IV-lea, datorită preponderenței mercenarilor. Mercenarul și tiranul au mers mână-în-mână; Polybius a observat, de exemplu, a remarcat că „siguranța despotului se bazează în întregime pe loialitatea și puterea mercenarilor”. Aristotel a scris despre cât de necesară este o formă de „gardă” (viz. o armată personală) pentru o domnie absolutistă, iar un tiran ales avea nevoie să folosească un anumit număr de soldați profesioniști; prea puțini ar fi subminat puterea tiranului și prea mulți ar fi amenințat polis-ul în sine. Filosoful remarcă, pe baza acestei observații, că oamenii din Siracuza au fost avertizați să nu-l lase pe Dionysios să recruteze prea mulți „gardieni” în timpul domniei sale.

## Cuceriri
A purtat un război cu Cartagina din 397 î.Hr. până în 392 î.Hr. cu victorii de ambele părți; încercările sale de a-i alunga cu totul pe cartaginezi de pe insula Sicilia au eșuat și la moartea lui aceștia stăpâneau cel puțin o treime a insulei. De asemenea, el a condus o expediție împotriva orașului Rhegium, capturându-l și atacându-i orașele aliate din Magna Graecia. Într-o singură campanie, în care i s-au alăturat lucanienii, a devastat teritoriile orașelor Thurii și Croton într-o încercare de a apăra Locri.

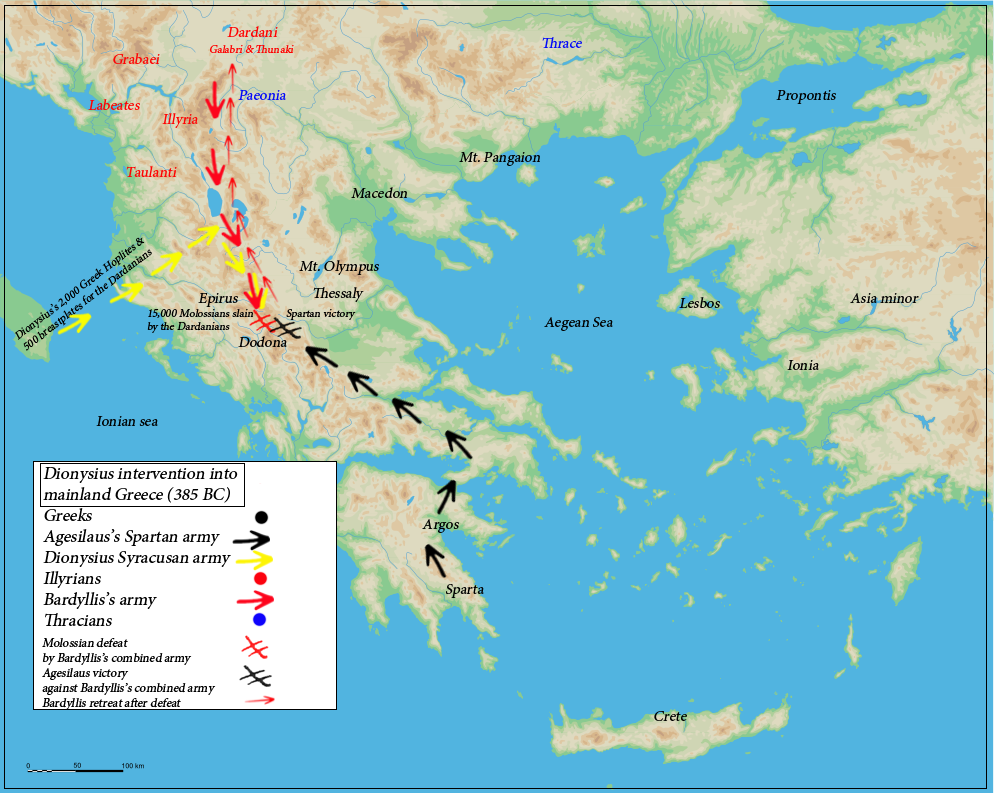
Campaniile militare ale lui Dionysios din Siracuza cu scopul de a-l plasa pe Alcetas pe tronul molosienilor

După un asediu prelungit, a ocupat Rhegium în 386 și i-a vândut pe locuitori ca sclavi. De asemenea, el a jefuit templul din Caere (aliat pe atunci cu Roma) de pe coasta etruscă. Pentru a facilita comerțul în Marea Adriatică, Dionysios a fondat orașele Ancona, Adria și Issa. În concepția sa, Marea Adriatică a devenit o mare a Siracuzei. În Războiul Peloponesiac, el i-a susținut pe spartani și i-a ajutat cu mercenari.
În 385 î.Hr., Alcetas din Epir era un refugiat la curtea lui Dinysios. Tiranul a dorit un monarh prieten în Epir, așa că a trimis 2.000 de greci hopliți și 500 de armuri grecești pentru a-i ajuta pe ilirii conduși de Bardyllis să-i atace pe molosienii din Epir. Ei au devastat regiunea și au ucis 15.000 de molosieni, iar Alcetas și-a recăpătat tronul. El s-a alăturat ilirilor într-o încercare de a jefui templul din Delphi. Sparta a intervenit sub conducerea lui Agesilaus, cu toate acestea, și cu ajutorul primit din Tesalia, din Macedonia și din partea molosienilor, spartanii i-au alungat pe iliri.

## Moartea
Potrivit unor surse, după ce a câștigat un premiu pentru una dintre tragediile sale (vezi mai jos Gusturi intelectuale), el a fost atât de entuziasmat încât a băut până a murit. Conform altora, a fost otrăvit de medici la îndemnul fiului său, Dionysios cel Tânăr, care i-a succedat în calitate de conducător al Siracuzei.
În plus, se spune că auzind vestea că piesa lui, Răscumpărarea lui Hector, câștigând concursul de la Festivalul Lanaean din Atena, el a sărbătorit cu atâta înverșunare că a băut până a murit. Alții menționează că a murit din cauze naturale, la scurt timp după ce a aflat de victoria piesei sale în anul 367 î.Hr. Cea de-a treia teorie sugerează că societatea din Siracuza s-a răzbunat pentru epurările și birurile anterioare impuse membrilor acestora în încercarea de a strânge bani pentru războiul cu Cartagina.
Viața lui a fost scrisă de Philistus, dar lucrarea nu s-a păstrat.

## Gusturi intelectuale
Ca și Pisistratus, tiranul Atenei, Dionysios era mândru că era înconjurat de oameni cu talent literar, cum ar fi istoricul Philistus, poetul Philoxenus și filozoful Platon, dar i-a tratat într-un mod arbitrar. Diodor din Sicilia scrie în Bibliotheca historica că Dionysios l-a arestat odată pe Philoxenus și l-a trimis să muncească în cariere pentru că acesta și-ar fi exprimat o părere nepotrivită cu privire la poeziile lui. A doua zi, el l-a eliberat pe Philoxenus la solicitarea prietenilor săi și l-a adus pe poet în fața lui pentru o altă lectură de poezie. Dionisie a citit din propriile sale creații și publicul l-a aplaudat. Atunci când l-a întrebat pe Philoxenus dacă i-a plăcut, poetul s-a întors către gardieni și le-a zis: „duceți-mă înapoi la cariere”. Plutarh relatează o versiune a acestei povești în De Alexandri magni fortuna aut virtute.
De asemenea, el s-a considerat scriitor și patron al literaturii; poemele sale, aspru criticate de Philoxenus, au fost huiduite la Jocurile Olimpice, dar, câștigând un premiu pentru o tragedie despre Răscumpărarea lui Hector la Festivalul Lenaea din Atena, el a fost atât de entuziasmat că, potrivit unor surse, a băut până a murit. Numele lui este cunoscut, de asemenea, pentru legenda lui Damon și Pythias și apare indirect (prin intermediul fiului său) în legenda Sabiei lui Damocles. Urechea lui Dionysios din Siracuza este o peșteră artificială de calcar numită după Dionysios.

## Semnificație istorică
Dionysios a fost una dintre cele mai importante figuri din istoria greacă și europeană. El a fost un campion al luptei între Europa și Cartagina pentru Sicilia și a fost primul care a adus războiul pe teritoriul inamic. El a transformat Siracuza în cel mai puternic oraș din lumea greacă și a făcut-o sediul unui imperiu care se întindea din Sicilia pe teritoriul Italiei. Deși acest imperiu a fost din punct de vedere tehnic o republică constituțională, el a fost în fapt primul imperiu grec, fiindcă a funcționat de fapt ca o monarhie; în acest sens, Dionysios prefigura realizările lui Alexandru cel Mare și ulterior pe cele ale lui Augustus. De asemenea, el i-a prefigurat pe conducătorii de mai târziu, fiind unul dintre primii conducători greci căruia i s-au acordat onoruri divine în timpul vieții sale, și a realizat inovații în tehnica militară, cum ar fi armele de asediu, care au devenit o caracteristică standard a războiului în timpul lui Alexandru cel Mare și al generalilor de mai târziu.

## Zidurile Siracuzei
În 402 î.Hr. Dionysios I a început construirea Zidurilor Siracuzei, care au inclus o cetate impresionantă, fortăreața Euryalus, protejând platoul dinspre nord-vest de Siracuza; rămășițele zidurilor sunt vizibile încă și astăzi. Zidurile au fost finalizate în 397 î.Hr. și au avut următoarele caracteristici:
- Lungime: 27 kilometri
- Lățime la bază: 3,3 - 5,35 m
- Numărul turnurilor cunoscute: 14 (inclusiv Euryalos)
- Cel mai mare turn: 8.5 m x 8.5 m
- Cel mai adânc șanț (în fortăreața Euryalos): 9 m

Construirea unei fortărețe atât de mari a implicat amplasarea a peste 300 de tone de piatră în fiecare zi, timp de 5 ani.

## Referiri ficționale
Dionysios I este menționat în Infernul (din Divina Comedie) (1308-1321) al lui Dante ca un tiran care a realizat jafuri și omoruri și suferea într-un râu de sânge fierbere. O versiune fictivă a lui Dionysios este un personaj din romanul istoric Masca lui Apollo (1966) de Mary Renault. El are, de asemenea, un rol proeminent în romanul istoric Săgețile lui Hercule (1965) de L. Sprague de Camp ca un patron al inventatorilor de pe insula Ortygia din apropiere de Siracuza. El este personajul principal al romanului Tyrant (2003) al lui Valerio Massimo Manfredi. Apare, de asemenea, în filmul Damon and Pythias (1962).